# En guerre (film)
Pour l’article homonyme, voir En guerre.
Pour plus de détails, voir Fiche technique et Distribution.
En guerre est un film français coécrit, coproduit et réalisé par Stéphane Brizé, sorti en 2018. Il s'agit du quatrième film de Stéphane Brizé avec Vincent Lindon, après Mademoiselle Chambon, Quelques heures de printemps et La Loi du marché.

## Synopsis
Les ouvriers de l'usine Perrin d’Agen protestent contre l’annonce de la fermeture annoncée par leur direction. Laurent Amédéo (Vincent Lindon) est le leader syndical à la tête de la contestation. Les ouvriers s’appuient sur un accord conclu deux ans auparavant de maintien de l’emploi pour cinq ans en échange d'un allongement du temps de travail pour un salaire identique (40 heures payées 35) et d'un renoncement aux primes, tandis que la direction de l’entreprise, faisant partie d’un groupe allemand, invoque la rentabilité insuffisante de l'usine face à la concurrence ainsi que les taux de marge trop faibles les pressant de supprimer la production sans tarder.
Le film suit le combat des syndicats, qui essayeront de joindre la direction nationale de leur entreprise, puis de solliciter l’appui du Président de la République ; un conseiller économique du Président les assure de son soutien moral. Ils envahiront les locaux du Medef, chercheront à contacter un repreneur potentiel ou à rallier les travailleurs d’une autre usine à leur cause, puis provoqueront une rencontre avec le PDG allemand du groupe. Sans succès, puisque malgré les différentes promesses, la direction confirme son intention de fermer l’usine d’Agen et refuse de la vendre au repreneur potentiel, prétextant que le projet de reprise n'est pas viable, Laurent Amédéo pensant plutôt que la direction ne veut pas vendre l'usine à un concurrent direct.
Le mouvement syndical est en proie à une division entre les partisans d’une lutte jusqu’au bout pour essayer de sauver l'usine et maintenir l’emploi, incarnés par Laurent Amédéo et Mélanie, et ceux qui, pensant la fermeture de l'usine inéluctable, se rangent à l’idée d’une négociation avec la direction afin d'obtenir la prime de licenciement la plus élevée possible. Tandis que le blocus prolongé de l’entreprise assèche financièrement les ouvriers, ils sont de plus en plus nombreux à vouloir reprendre le travail. Le film montre aussi le traitement médiatique qui est donné au sujet, les chaînes de télévision mettant essentiellement en avant les violences, ce qui conduit certains leaders syndicaux à chercher à calmer les débordements de leurs membres. L’agression du PDG allemand par des ouvriers à l’issue de leur rencontre mettra fin au dialogue social et au soutien de l’Élysée, les ouvriers ayant participé à l'agression sont également licenciés sans indemnités.
L’obstination de Laurent Amédéo ne lui permet pas d’avoir gain de cause et la fermeture de l’usine est confirmée. Au cours d'une réunion syndicale, Laurent est rejeté et pris à partie par plusieurs ouvriers et chefs syndicaux qui le tiennent pour responsable de l'agression du PDG, du licenciement pour faute lourde des responsables de l'agression et de la rupture des négociations avec la direction, les empêchant ainsi de faire monter le montant de la prime de licenciement. Un ouvrier mécontent va jusqu'à taguer sa maison et jeter une brique au travers d'une de ses fenêtres. Désespéré, il se rend en Allemagne pour s’immoler de manière spectaculaire sous les fenêtres du siège de l’entreprise. Son décès entraînera l’annonce par la direction du renoncement au licenciement pour faute lourde des treize salariés ayant agressé le PDG ainsi que la reprise des négociations avec les syndicats.

## Fiche technique
- Titre original : En guerre
- Titre provisoire : Un autre monde[2]
- Titre international : At War
- Réalisation : Stéphane Brizé
- Scénario : Stéphane Brizé et Olivier Gorce, en collaboration de Xavier Mathieu, Ralph Blindauer et Olivier Lemaire
- Décors : Valérie Saradjian
- Costumes : Anne Dunsford-Varenne
- Photographie : Éric Dumont
- Son : Hervé Guyader
- Montage : Anne Klotz
- Musique : Bertrand Blessing
- Production : Philip Boëffard et Christophe Rossignon ; Stéphane Brizé et Vincent Lindon
- Sociétés de production : Nord-Ouest Films ; France 3 Cinéma (coproduction)
- Société de distribution : Diaphana Films
- Pays d’origine :  France
- Langue originale : français
- Format : couleur
- Genre : drame
- Durée : 105 minutes
- Date de sortie :
  - France : 15 mai 2018 (Festival de Cannes) ; 16 mai 2018 (sortie nationale)

## Distribution
- Vincent Lindon : Laurent Amédéo, leader syndical
- Mélanie Rover (Intérimaire[3]) : Mélanie, syndicaliste CGT
- Jacques Borderie (Conseiller départemental du Lot-et-Garonne[4]) : M. Borderie, directeur d’établissement Perrin Agen
- David Rey : le directeur administratif et financier
- Olivier Lemaire : le syndicaliste SIPI
- Isabelle Rufin : la directrice des ressources humaines
- Valérie Lamond (Avocate[5]) : Valérie Lamond, avocate des salariés
- Jean Grosset (Directeur de l'Observatoire du dialogue social de la Fondation Jean-Jaurès[6]) : Jean Grosset, conseiller social de l'Élysée
- Guillaume Draux (Cadre bancaire[7]) : M. Censier - PDG Perrin France
- Martin Hauser (Avocat[8]) : Martin Hauser, PDG du groupe allemand Dimke
- Carole Bluteau : Syndicaliste CFTC 1
- Cédric Personeni : Syndicaliste CFTC 2

De nombreux acteurs ont tourné sous leurs vrais noms ou prénoms mais aussi de vrais ouvriers de l'entreprise UPSA devenus acteurs du film comme Letizia Storti, dont Anne Plantagenet fait le portrait dans un livre de 2024.
Guillaume Draux avait déjà joué dans La Loi du Marché (M. Draux - Le DRH), film de Stéphane Brizé, avec Vincent Lindon

## Production
Le film a été tourné en seulement vingt-trois jours, en octobre et novembre 2017. Stéphane Brizé tenait « à ce que l’énergie du tournage fasse écho à l’énergie du combat que peuvent mener des salariés dans un cas comme celui décrit dans le film ».
Comme dans La Loi du marché (2015), Vincent Lindon est le seul acteur professionnel du casting. Son personnage est inspiré du syndicaliste Édouard Martin.
Le syndicaliste Xavier Mathieu a participé à l'écriture du scénario.

## Accueil

### Accueil critique
Pour Le Monde, Thomas Sotinel évoque « un rythme inexorable » pour un film dont le titre « cristallise la violence » que Stéphane Brizé « met en scène avec autant de colère que de lucidité ».
Pour Télérama, Cécile Mury indique que « Par bien des aspects, cette fiction puise ses qualités dans [le documentaire], cet autre cinéma, en emprunte l’énergie convulsive, l’effet d’immersion. La source documentaire irrigue, aussi, en profondeur, la description des mécanismes modernes de la casse sociale et de la rage désespérée qu’ils suscitent. [...] Pugnace et poignant, Vincent Lindon habite le personnage. En guerre n’offre pas d’issues faciles, de réponses rassurantes, mais souligne l’urgence de faire face. Une insuffisante mais nécessaire condition de survie ».

## Sélection
- Festival de Cannes 2018 : sélection officielle[15]